# Liste der Bischöfe von Sulmona
Die folgenden Personen waren Bischöfe von Sulmona (Italien):
- Gerunzius 490
- Palladius 499
- Fortunatius 503
- Heiliger Panfilo 682
- Gradesco 701
- Vedeperto 775
- Ravenno 840
- Arnold 843
- Opitarmo 880
- Grimoald 968
- Teodolfo 1010
- Transarico 1030
- Suavillo 1042
- Domenico 1053–1073
- Trasmondo 1073–1080
- Johannes 1092–1104
- Gualterio 1104–1124
- Oddone I. 1130–1140
- Giraldo 1143–1146
- Siginolfo 1146–1168
- Odorisio 1172–1193
- Guglielmo 1194–1205
- Oddone II. 1206–1225
- Berardo 1226–1227
- Nicola 1227–1247
- Gualtieri 1247–1249
- Giacomo I. 1249–1251
- Giacomo II. 1252–1261
- Giacomo III. 1263–1273
- Egidio 1275–1290
- Pietro (Kardinal) 1294
- Fed. Raimondo De Letto 1295–1307
- Landolfo I. 1307–1319
- Andrea Capograssi 1319–1330
- Pietro di Anversa 1330–1333
- Nicolò di Pietro Rainaldi 1333–1343
- Francesco di Sangro 1343–1348
- Landolfo II. 1348–1349
- Francesco De Silanis 1349–1365
- Martino de Martinis 1365–1378
- Paolo de Letto 1378–1382
- Bartolomeo Gaspare 1382–1384
- Bartolomeo Petrini 1402–1419
- Lotto Sardi 1420–1426
- Benedetto Guidalotti 1426–1427
- Bartolomeo Vinci 1427–1443
- Francesco de Oliveto 1443–1444
- Pietro d'Aristotile 1446–1448
- Donato Bottino 1448–1463
- Bartolomeo Scala 1463–1491
- Giovanni Melini Gagliardi 1491–1499
- Prospero de Rusticis 1499–1514
- Alessandro Kardinal Farnese 1512
- G. Battista Cavicchio 1514–1519
- Andrea Kardinal della Valle 1519–1521 (Administrator)
- Bernardo Cavalieri 1529–1532
- Bernardino Fumarelli 1532–1547
- Pompeo Zambeccari 1547–1571
- Vincenzo Donzelli 1571–1585
- Francesco Carusi 1585–1593
- Cesare Del Pezzo 1593–1621
- Francesco Cavalieri 1621–1637
- Francesco Boccapaduli 1638–1647
- Alessandro Masi 1647–1648
- Francesco Carducci 1649–1654
- Gregorio Carducci 1655–1701
- Bonaventura Martinelli 1701–1715
- Francesco Odierna 1716–1726
- Matteo Odierna 1727–1738
- Pietro A. Corsignani 1738–1751
- Carlo De Ciocchis 1752–1762
- Filippo Paini 1762–1799
- Felice Tiberi 1818–1829
- F. Maria Deletto 1829–1838
- Mario Mirone 1840–1853
- Giovanni Sabatini 1853–1861
- Tobia Patroni 1871–1906
- Nicola Jezzoni 1907–1936
- Luciano Marcante 1937–1972
- Francesco Amadio 1972–1980
- Salvatore Delogu 1981–1985
- Giuseppe Di Falco 1985–2007
- Angelo Spina 2007–2017, denn Erzbischof von Ancona-Osimo
- Michele Fusco, seit 2017